# Hiptage myrtifolia
Hiptage myrtifolia är en tvåhjärtbladig växtart som beskrevs av Asa Gray. Hiptage myrtifolia ingår i släktet Hiptage och familjen Malpighiaceae. Inga underarter finns listade i Catalogue of Life.